# Miles Bridges
Miles Emmanuel Bridges (Flint, Míchigan, 21 de marzo de 1998) es un baloncestista estadounidense que pertenece a la plantilla de los Charlotte Hornets de la NBA. Con 2,01 metros de estatura, juega en la posición de alero.

## Trayectoria deportiva

### Primeros años
Comenzó sus años de instituto en la Flint Southwestern Academy de su ciudad natal, Flint. En julio de 2013 fue transferido al Huntington Prep School en Huntington (Virginia Occidental). Allí, como sénior, Bridges promedió 25 puntos, 10 rebotes, 5,2 asistenciasy 2,0 robos de balón mientras lideraba al Huntington Prep a un récord de25 victorias y 11 derrotas. En enero de 2016, fue seleccionado para disputae el prestigioso McDonald's All-American Game en el United Center de Chicago, conde logró 8 puntos, 3 rebotes y 2 robos de balón en la derrota por 114-107 ante el equipo del Oeste. Jugó también el Jordan Brand Classic.

### Universidad
Jugó dos temporadas con los Spartans de la Universidad Estatal de Míchigan, en las que promedió 17,0 puntos, 7,6 rebotes y 2,4 asistencias por partido. En su última temporada fue incluido en el mejor quinteto de la Big Ten Conference, mientras que el año anterior lo era en el segundo mejor quinteto y era elegido novato del año de la conferencia. En 2018 fue elegido además en el segundo quinteto All-America consensuado.
Nada más acabar su segunda temporada anunció su intención de renunciar a los dos años de carrera que le restaban para así presentarse al Draft de la NBA de 2018.

#### Estadísticas
| Año     | Equipo         | PJ | PT | MPP  | %TC  | %3P  | %TL  | RPP | APP | ROB | TPP | PPP  |
| ------- | -------------- | -- | -- | ---- | ---- | ---- | ---- | --- | --- | --- | --- | ---- |
| 2016–17 | Michigan State | 28 | 27 | 32.0 | .486 | .389 | .685 | 8.3 | 2.1 | .7  | 1.5 | 16.9 |
| 2017–18 | Michigan State | 34 | 33 | 31.4 | .457 | .364 | .853 | 7.0 | 2.7 | .6  | .8  | 17.1 |
| Total   | Total          | 62 | 60 | 31.6 | .470 | .375 | .776 | 7.6 | 2.4 | .6  | 1.1 | 17.0 |

### Profesional
Fue elegido en la duodécima posición del Draft de la NBA de 2018 por Los Angeles Clippers, pero fue traspasado esa misma noche a los Charlotte Hornets.
En su cuarta temporada en Charlotte, fue titular indiscutible y adquirió un fuerte peso en el equipo. El 20 de noviembre de 2021, anotó 35 puntos y 10 rebotes ante Atlanta Hawks. El 17 de enero de 2022, anotó 38 puntos y 12 rebotes ante New York Knicks, siendo su récord personal. El 14 de abril, fue sancionado por la NBA con 50 000 dólares por «lanzarle el protector bucal a un aficionado rival». Estos incidentes se produjeron al término del partido de 'Play-In' entre Charlotte y Atlanta.
Tras una temporada sin jugar, los Hornets le hacen una oferta cualificada por una temporada, la cual acepta por un valor de $7,9 millones en julio de 2023.
El 5 de febrero de 2024 consigue 41 puntos ante Los Angeles Lakers. Dos días después anota 45 puntos ante Toronto Raptors.
El 6 de julio de 2024 extiende su contrato con los Hornets, por tres años y $75 millones. Durante su séptima temporada en Charlotte, el 7 de marzo de 2025, anota 46 puntos ante Cleveland Cavaliers.

## Estadísticas de su carrera en la NBA

### Temporada regular
| Año     | Equipo    | PJ  | PT  | MPP  | %TC  | %3P  | %TL  | RPP | APP | ROB | TPP | PPP  |
| ------- | --------- | --- | --- | ---- | ---- | ---- | ---- | --- | --- | --- | --- | ---- |
| 2018-19 | Charlotte | 80  | 25  | 21.2 | .464 | .325 | .753 | 4.0 | 1.2 | .7  | .6  | 7.5  |
| 2019-20 | Charlotte | 65  | 64  | 30.7 | .424 | .330 | .809 | 5.6 | 1.8 | .6  | .7  | 13.0 |
| 2020-21 | Charlotte | 66  | 19  | 29.3 | .503 | .400 | .867 | 6.0 | 2.2 | .7  | .8  | 12.7 |
| 2021-22 | Charlotte | 80  | 80  | 35.5 | .491 | .331 | .802 | 7.0 | 3.8 | .9  | .8  | 20.2 |
| 2023-24 | Charlotte | 69  | 67  | 37.4 | .462 | .349 | .825 | 7.3 | 3.3 | .9  | .5  | 21.0 |
| 2024-25 | Charlotte | 64  | 64  | 31.7 | .431 | .313 | .870 | 7.5 | 3.9 | .7  | .7  | 20.3 |
| Total   | Total     | 424 | 319 | 30.8 | .462 | .340 | .826 | 6.2 | 2.7 | .8  | .7  | 15.7 |

## Vida personal
Miles está casado con Mychelle Johnson, y tienen dos hijos.

### Acusaciones por violencia de género
A finales de junio de 2022, fue arrestado en la ciudad de Los Ángeles por un presunto delito grave de violencia doméstica. Según los medios, tuvo un fuerte altercado físico con su mujer, que presuntamente habría requerido atención médica por las heridas que le habría propinado el alero, el cual huyó, pero al día siguiente se entregó a la policía. Posteriormente, fue puesto bajo arresto y tras la investigación, su fianza se fijó en $130.000 dólares, los cuales pagó y fue puesto en libertad. El 20 de julio, el fiscal de distrito del condado de Los Ángeles, George Gascon, emitió los cargos a los que deberá enfrentarse en el proceso judicial: delito grave por herir al progenitor de un niño y dos delitos por abuso infantil en circunstancias o condiciones que podrían causar lesiones corporales graves o la muerte. El 3 de noviembre se declaró inocente del delito doméstico y fue condenado a tres años de libertad condicional. Los otros dos cargos fueron desestimados. Por este motivo la NBA comenzó una investigación interna y le sancionó con 30 partidos de suspensión.
Durante su suspensión, el 11 de octubre de 2023, se le emitió una citación penal por violar una orden de protección contra violencia doméstica, delito menor de abuso infantil y lesiones a propiedad personal, según un portavoz de la oficina del Sheriff del condado de Mecklenburg en Carolina del Norte.